# Toutencourt
Toutencourt é uma comuna francesa na região administrativa de Altos da França, no departamento de Somme. Estende-se por uma área de 14,37 km². Em 2010 a comuna tinha 455 habitantes (densidade: 31,7 hab./km²).